# Szívóstönkű kígyógomba
A szívóstönkű kígyógomba (Mycena vitilis) a kígyógombafélék családjába tartozó, Európában és Észak-Amerikában honos, lombos és tűlevelű fák törmelékén élő, nem ehető gombafaj. 

## Megjelenése
A szívóstönkű kígyógomba kalapja 0,6-2,2 cm széles, kúp vagy harang alakú, de idősen laposan kiterül, a közepén kis púppal. Színe halványszürke, halványbarna, de lehet akár fehér is; közepe mindig sötétebb. Széle erősen bordázott, lehet áttetsző is. Felszíne fiatalon hamvas, később sima; nedvesen tapadós, megszáradva fényes. 
Húsa vékony, fehér. Szaga és íze nem jellegzetes. 
Kissé ritkás lemezei épphogy tönkhöz nőttek, majdnem szabadon állók; sok a féllemez. Élük nagyon finoman fűrészes. Színük fiatalon fehér, idősen halványbarnás.
Tönkje 3-8 cm magas és 0,1-0,2 cm vastag. Alakja karcsú, hengeres, belül üreges. Viszonylag szívós, meghajlítható; túl erős erős hajlítás esetén pattanva törik. Színe a tövénél halványbarnás, halványszürkés, feljebb világosabb. Tövét sűrűn borítják a fehér micéliumszálak. 
Spórapora fehér. Spórája ellipszis vagy gyümölcsmag alakú, sima, amiloid, mérete 9-12 x 5-6 μm.

### Hasonló fajok
Más kígyógombákkal (pl. korai kígyógomba, szürkelemezű kígyógomba) lehet összetéveszteni. 

## Elterjedése és termőhelye
Európában és Észak-Amerikában honos. Magyarországon nem gyakori. 
Lombos és vegyes erdőkben él, avaron, fadarabkákon vagy egyéb növényi korhadékon nő. Júniustól októberig terem.
Nem ehető. A szívóstönkű kígyógomba sztrobilurin B-t tartalmaz, amely gátolja más gombák növekedését.  

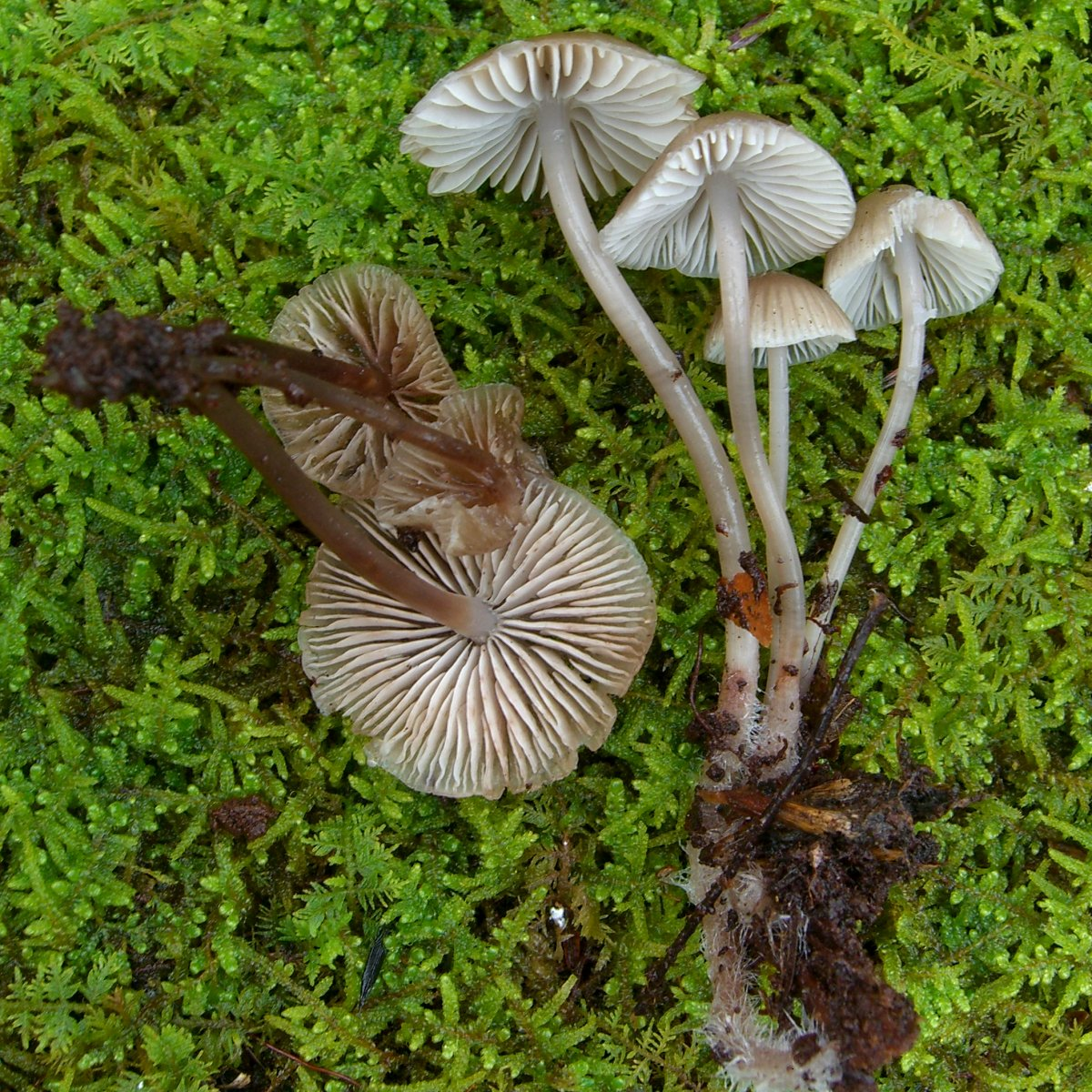
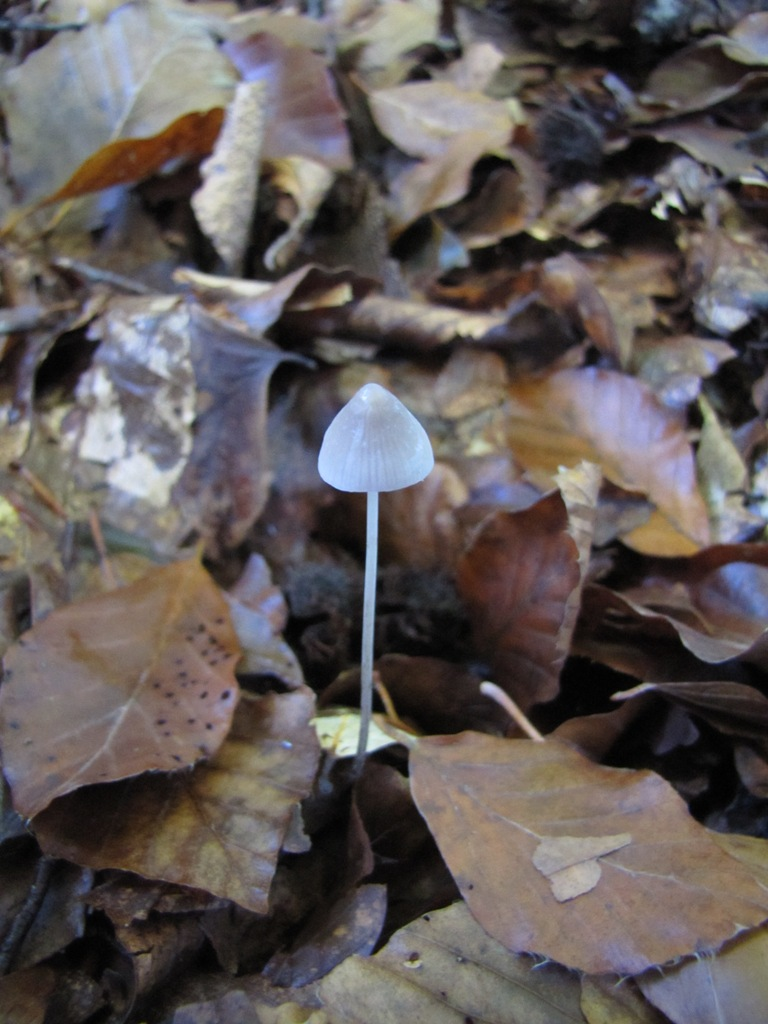
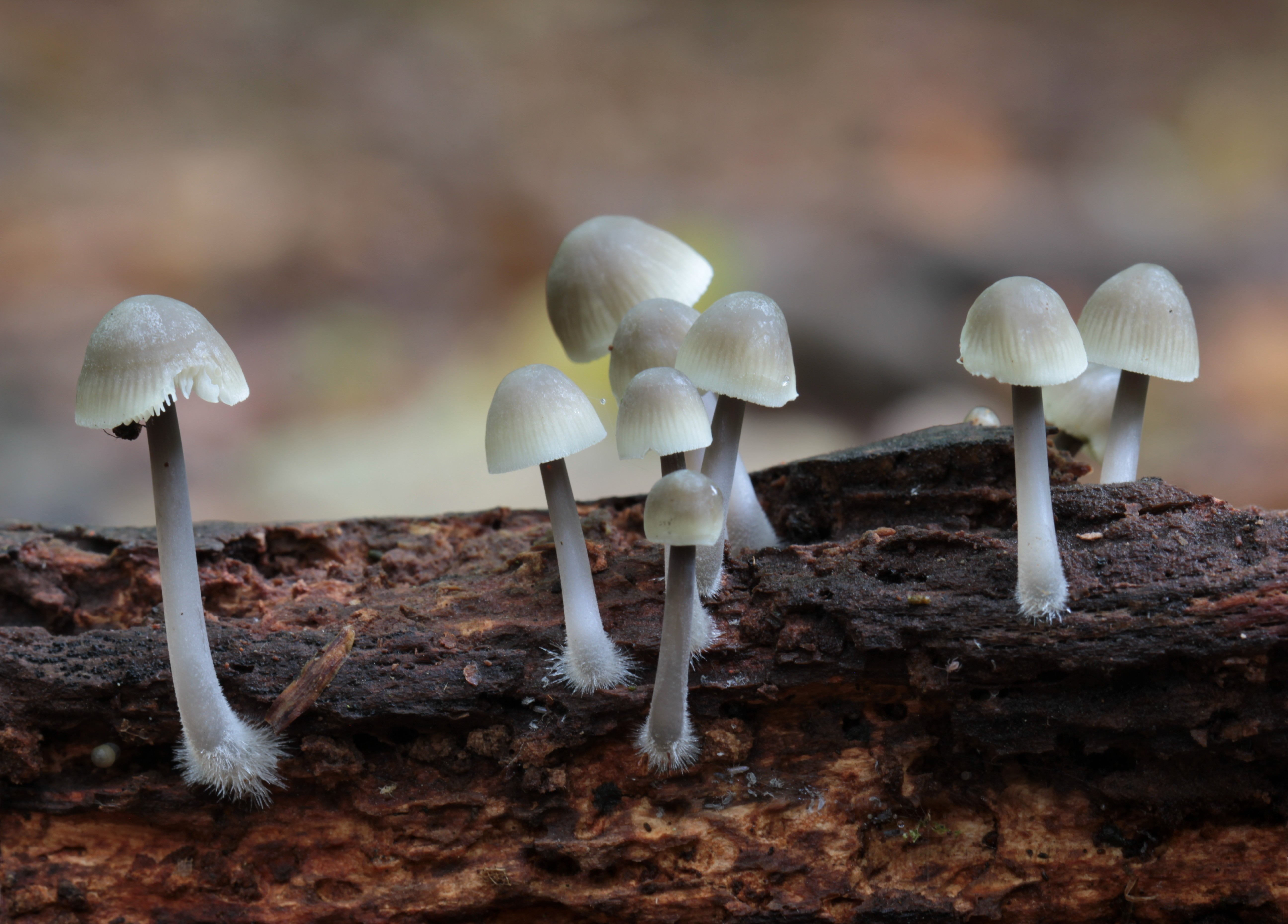
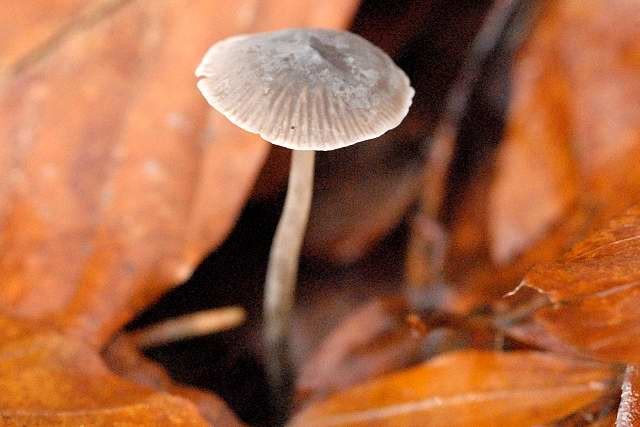
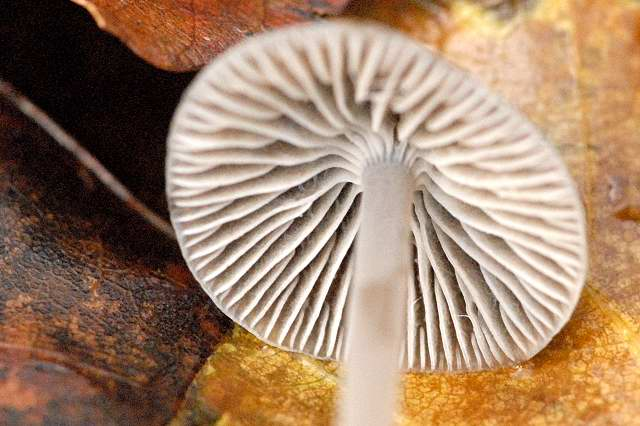